# 10e étape du Tour d'Espagne 2012
La 10e étape du Tour d'Espagne 2012 s'est déroulée le mardi 28 août 2012, partit de Ponteareas et arriva à Sanxenxo après 190 km de course.

## Parcours de l'étape
La dixième étape ne compte aucune difficulté hormis le col de catégorie 3 Alto de San Cosme, situé au tout début de l'épreuve. Le reste des 190 kilomètres est situé en terrain plat.

## Déroulement de la course
Au lendemain de la première journée de repos, cette dixième étape est favorable aux sprinteurs.
Deux échappés se détachent dès le départ et attaquent l'ascension de la seule bosse du parcours située à 20 kilomètres du départ : Adrián Palomares (Andalucía) et Javier Aramendia (Caja Rural). Ce dernier est un habitué des échappées depuis le début de la Vuelta, en ayant trois à son actif et remporte de nouveau le titre de « plus combatif » du jour. L'avantage des deux coureurs atteint un maximum de près de sept minutes avant que le peloton ne se mette au travail. John Degenkolb (Argos-Shimano) sort du peloton pour obtenir le point restant aux sprints intermédiaires, ce que personne dans le groupe ne lui conteste. À 15 km de l'arrivée, l'équipe Sky passent en tête du peloton et accélère, plusieurs coureurs sont distancés, dont des coureurs fatigués et des équipiers qui se préservent en vue des prochaines étapes pour aider leur leader. À 500 m de la ligne d'arrivée, Degenkolb est emmené avec dans sa roue le champion de France Nacer Bouhanni (FDJ-BigMat) et l'Italien Daniele Bennati (RadioShack-Nissan). Il décroche son quatrième succès sur cette Vuelta, devant Bouhanni et Bennati. Le classement général est inchangé, Joaquim Rodríguez (Katusha) reste leader.

## Classement de l'étape
| Classement de l'étape | Classement de l'étape  | Classement de l'étape | Classement de l'étape | Classement de l'étape |
|                       | Coureur                | Pays                  | Équipe                | Temps                 |
| --------------------- | ---------------------- | --------------------- | --------------------- | --------------------- |
| 1er                   | John Degenkolb         | GER                   | Argos-Shimano         | en 4 h 47 min 24 s    |
| 2e                    | Nacer Bouhanni         | FRA                   | FDJ-BigMat            | m.t                   |
| 3e                    | Daniele Bennati        | ITA                   | RadioShack-Nissan     | m.t                   |
| 4e                    | Gianni Meersman        | BEL                   | Lotto-Belisol         | m.t                   |
| 5e                    | Manuel António Cardoso | POR                   | Caja Rural            | m.t                   |
| 6e                    | Lloyd Mondory          | FRA                   | AG2R La Mondiale      | m.t                   |
| 7e                    | Pim Ligthart           | NED                   | Vacansoleil-DCM       | m.t                   |
| 8e                    | Davide Viganò          | ITA                   | Lampre-ISD            | m.t                   |
| 9e                    | Ben Swift              | GBR                   | Sky                   | m.t                   |
| 10e                   | Elia Viviani           | ITA                   | Liquigas-Cannondale   | m.t                   |
| modifier              |                        |                       |                       |                       |

## Classement général
| Classement général | Classement général | Classement général | Classement général     | Classement général  |
|                    | Coureur            | Pays               | Équipe                 | Temps               |
| ------------------ | ------------------ | ------------------ | ---------------------- | ------------------- |
| 1er                | Joaquim Rodríguez  | ESP                | Katusha                | en 39 h 32 min 23 s |
| 2e                 | Christopher Froome | GBR                | Sky                    | + 53 s              |
| 3e                 | Alberto Contador   | ESP                | Saxo Bank-Tinkoff Bank | + 1 min 0 s         |
| 4e                 | Alejandro Valverde | ESP                | Movistar               | + 1 min 7 s         |
| 5e                 | Robert Gesink      | NED                | Rabobank               | + 2 min 1 s         |
| 6e                 | Daniel Moreno      | ESP                | Katusha                | + 2 min 8 s         |
| 7e                 | Nicolas Roche      | IRL                | AG2R La Mondiale       | + 2 min 34 s        |
| 8e                 | Igor Antón         | ESP                | Euskaltel              | + 3 min 7 s         |
| 9e                 | Laurens ten Dam    | NED                | Rabobank               | + 3 min 18 s        |
| 10e                | Bauke Mollema      | NED                | Rabobank               | + 3 min 27 s        |
| modifier           |                    |                    |                        |                     |

## Classements annexes

### Classement par points
| Classement par points | Classement par points | Classement par points | Classement par points | Classement par points |
| --------------------- | --------------------- | --------------------- | --------------------- | --------------------- |
|                       | Coureur               | Pays                  | Équipe                | Point(s)              |
| 1er                   | John Degenkolb        | GER                   | Argos-Shimano         | 103 points            |
| 2e                    | Joaquim Rodríguez     | ESP                   | Katusha               | 85 pts                |
| 3e                    | Alejandro Valverde    | ESP                   | Movistar              | 76 pts                |
| modifier              |                       |                       |                       |                       |

### Classement du meilleur grimpeur
| Classement du meilleur grimpeur | Classement du meilleur grimpeur | Classement du meilleur grimpeur | Classement du meilleur grimpeur | Classement du meilleur grimpeur |
| ------------------------------- | ------------------------------- | ------------------------------- | ------------------------------- | ------------------------------- |
|                                 | Coureur                         | Pays                            | Équipe                          | Point(s)                        |
| 1er                             | Alejandro Valverde              | ESP                             | Movistar                        | 21 points                       |
| 2e                              | Joaquim Rodríguez               | ESP                             | Katusha                         | 17 pts                          |
| 3e                              | Simon Clarke                    | AUS                             | Orica-GreenEDGE                 | 16 pts                          |
| modifier                        |                                 |                                 |                                 |                                 |

### Classement du combiné
| Classement du combiné | Classement du combiné | Classement du combiné | Classement du combiné | Classement du combiné |
| --------------------- | --------------------- | --------------------- | --------------------- | --------------------- |
|                       | Coureur               | Pays                  | Équipe                | Point(s)              |
| 1er                   | Joaquim Rodríguez     | ESP                   | Katusha               | 5 points              |
| 2e                    | Alejandro Valverde    | ESP                   | Movistar              | 8 pts                 |
| 3e                    | Christopher Froome    | GBR                   | Sky                   | 19 pts                |
| modifier              |                       |                       |                       |                       |

### Classement par équipes
| Classement général par équipes | Classement général par équipes | Classement général par équipes | Classement général par équipes |
|                                | Équipe                         | Pays                           | Temps                          |
| ------------------------------ | ------------------------------ | ------------------------------ | ------------------------------ |
| 1re                            | Rabobank                       | Pays-Bas                       | en 118 h 7 min 44 s            |
| 2e                             | AG2R La Mondiale               | France                         | + 2 min 27 s                   |
| 3e                             | Katusha                        | Russie                         | + 3 min 47 s                   |
| modifier                       |                                |                                |                                |

## Abandon
- John Gadret (AG2R La Mondiale) : non-partant